# Пандорф
Парндорф је град у округу Нојзидл ам Зе у аустријској покрајини Бургенланд. Његово првобитно древно име Перун потиче од словенског божанства Перуна.